# Trevor Lawrence
William Trevor Lawrence (6 de outubro de 1999) é um jogador de futebol americano que atua na posição de quarterback pelo Jacksonville Jaguars na National Football League (NFL).
Desde muito cedo, nos tempos de escola, foi descrito como um dos grandes prospectos e fez teve uma carreira com diversas conquistas na Clemson Tigers, vencendo o título do College Football Playoff National Championship de 2019. Vencedor de vários prêmios, é considerado um dos grandes jovens jogadores de sua posição.
Cumprindo as expectativas, o quarterback de Clemson foi selecionado pelo Jacksonville Jaguars na primeira posição geral do Draft da NFL de 2021.

## Começo da vida
Trevor Lawrence nasceu em Knoxville, Tennessee, em 6 de outubro de 1999. Ele estudou na Cartersville High School, em Cartersville, Geórgia, onde jogou futebol americano e basquete. Em 2016, o The Atlanta Journal-Constitution o nomeou como o jogador do ano. Trevor liderou sua escola a quarenta e uma vitórias seguidas, venceu dois campeonatos estaduais e quatro títulos regionais, vencendo vários prêmios e quebrando diversos recordes no campo, incluindo mais jardas e touchdowns.
Devido ao seu talento no campo, Trevor foi listado, pelos principais recrutadores, como um dos melhores prospectos vindos do high school na história. Em dezembro de 2016, ele escolheu jogar futebol americano universitário pela Universidade Clemson.

## Carreira universitária

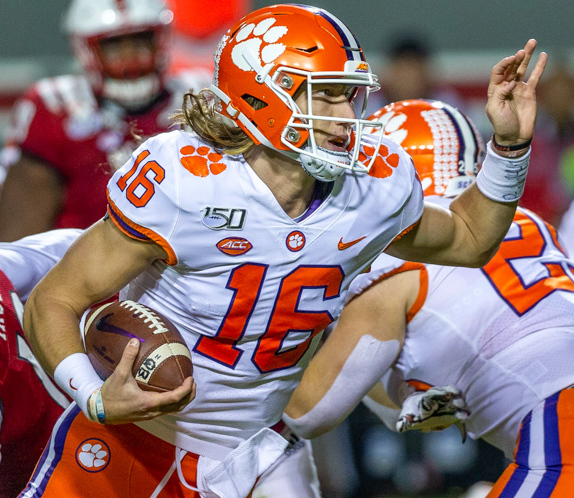
Trevor jogando com o Clemson Tigers, em 2019.

Trevor estreou por Clemson em 2018. Nos primeiros jogos, dividiu o tempo como titular com Kelly Bryant. Depois de quatro jogos, contudo, Trevor foi nomeado titular. Lawrence acabou lançando para 3 280 jardas e 30 touchdowns na sua primeira temporada e foi nomeado como Calouro do Ano e recebeu o Archie Griffin Award da Touchdown Club of Columbus. Ele também foi nomeado Novato do Ano na ACC. Trevor levou Clemson a vitória no Cotton Bowl Classic, classificando seu time para as finais da Divisão I da FBS. Enfrentando um dos melhores times da NCAA, Clemson derrotou o Alabama Crimson Tide football, com Trevor sendo o MVP das finais.
No seu segundo ano na NCAA, Trevor foi nomeado jogador do ano na ACC e foi considerado um dos principais concorrentes para o Heisman Trophy de melhor jogador do futebol americano universitário. Ele teve o melhor passer rating da Divisão I da FBS na primeira metade da temporada e devido a sua inconsistência em vários jogos, acabou ficando de fora da corrida do Heisman. Ainda assim, Clemson foi considerado o terceiro melhor time na classificatória para os playoffs e Trevor os levou para a vitória no Fiesta Bowl de 2019, contra o Ohio State. Assim, pelo segundo ano seguido, o Clemson Tigers se classificou para as finais, contra LSU. Clemson acabou sendo derrotado por 42 a 25, com Lawrence tendo um dos piores jogos da carreira.
No seu terceiro e último ano por Clemson, Trevor Lawrence lançou para 24 touchdowns e 3 153 jardas, com apenas cinco interceptações, completando quase 70% dos seus passes. Ele perdeu vários jogos, incluindo dois por motivo de COVID-19, que ele acabou pegando em 30 de outubro de 2020. No Sugar Bowl, valendo uma vaga nas finais, Clemson perdeu para Ohio State. Trevor foi nomeado Jogador do Ano na ACC e terminou em segundo lugar na votação do Heisman.
Nos jogos de temporada regular na NCAA, Trevor venceu 32 de 36 jogos na sua carreira universitária, com um título da Divisão I conquistado no seu primeiro ano.

### Estatísticas na universidade
| Temporada | Jogos      | Jogos   | Passando | Passando | Passando | Passando | Passando | Passando | Passando | Correndo | Correndo | Correndo | Correndo |
| Temporada | Disputados | Titular | Comp     | Ten      | Jardas   | Pct      | TD       | Int      | Rtg      | Ten      | Jardas   | Média    | TD       |
| --------- | ---------- | ------- | -------- | -------- | -------- | -------- | -------- | -------- | -------- | -------- | -------- | -------- | -------- |
| 2018      | 15         | 11      | 259      | 398      | 3 280    | 65,2%    | 30       | 4        | 157,6    | 60       | 177      | 3,0      | 1        |
| 2019      | 15         | 15      | 268      | 407      | 3 665    | 65,8%    | 36       | 8        | 166,7    | 103      | 563      | 5,5      | 9        |
| 2020      | 10         | 10      | 231      | 334      | 3 153    | 69,2%    | 24       | 5        | 169,2    | 68       | 203      | 3,0      | 8        |
| Carreira  | 40         | 36      | 758      | 1 138    | 10 098   | 66,6%    | 90       | 17       | 164,3    | 231      | 943      | 4,1      | 18       |

## Carreira profissional
Após o Sugar Bowl, Lawrence anunciou que ele abriria mão de jogar seu último ano em Clemson e entraria no Draft da NFL de 2021. Lawrence fez uma cirurgia para reparar um lábio glenoidal rasgado em seu ombro esquerdo, em fevereiro de 2021, mas ele se recuperou rapidamente.
Trevor Lawrence foi colocado como um dos melhores prospectos vindos da universidade na história. No final, as expectativas de que ele seria selecionado como a primeira escolha se concretizaram com o Jacksonville Jaguars o escolhendo em primeiro lugar no Draft da NFL.

### Jacksonville Jaguars

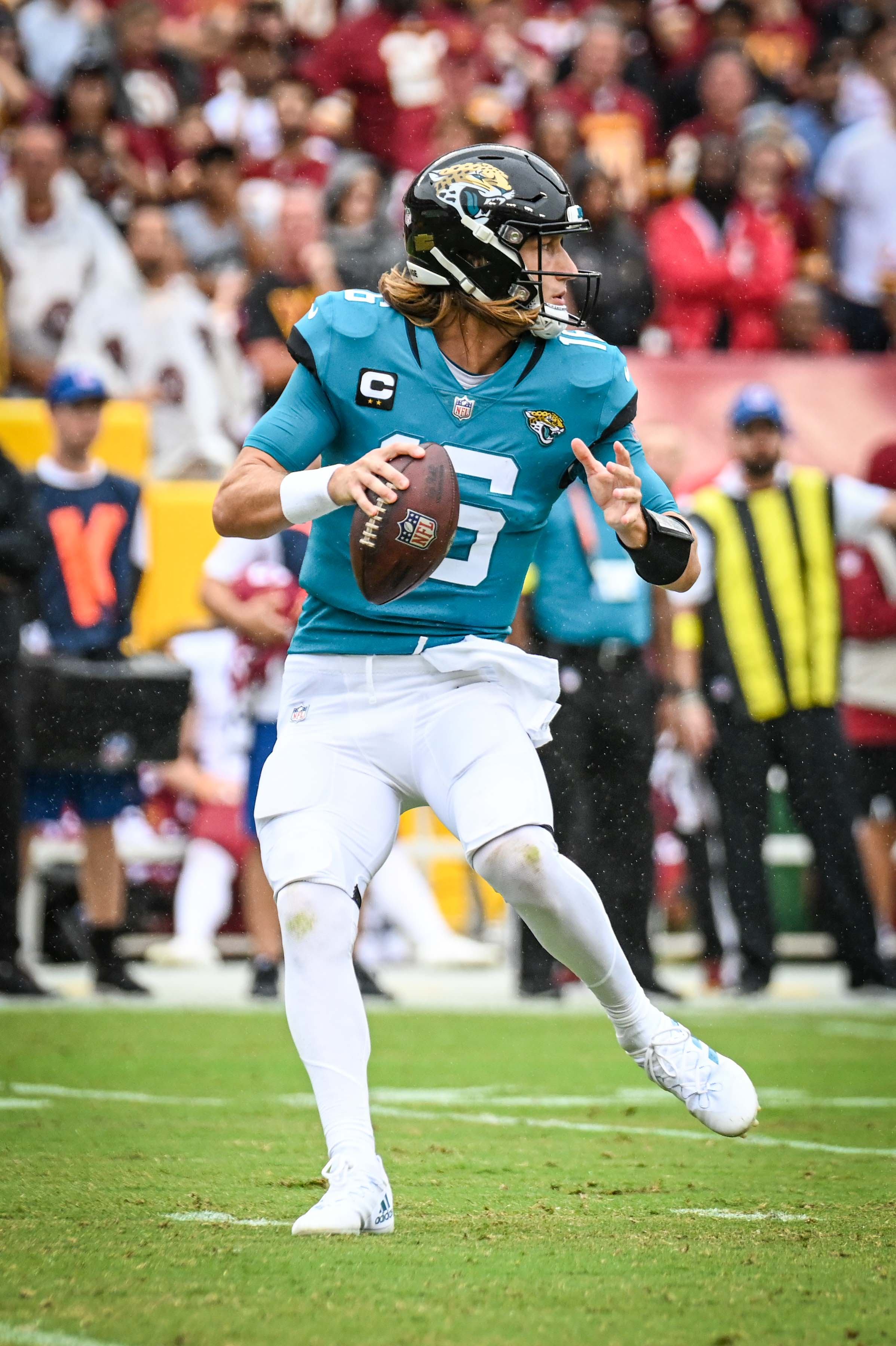
Trevor Lawrence em 2022 jogando pelos Jaguars.

Trevor Lawrence assinou com os Jaguars em 5 de julho de 2021, firmando um contrato de quatro anos valendo US$36,8 milhões de dólares, incluindo um bônus na assinatura de US$24,1 milhões. Lawrence foi formalmente nomeado como o quarterback ticular de Jacksonville para a temporada de 2021 em 25 de agosto, um pouco antes do último jogo da pré-temporada.
Lawrence estreou na NFL contra o Houston Texans, terminando o jogo com 332 jardas aéreas, três touchdowns e três interceptações na derrota por 21 a 37. Esta foi a primeira das quatorze derrotas que ele sofreria no ano. Apesar das derrotas nos cinco primeiros jogos da temporada, sua melhor performance na primeira metade do ano veio contra o Cincinnati Bengals, na semana 4, liderado por Joe Burrow, que também fora uma primeira escolha no Draft e enfrentou ele na final do campeonato de futebol americano universitário de 2020. Ele completou 17 de 24 passes para 204 jardas e anotou seu primeiro touchdown terrestre, sendo esta também sua primeira partida no ano sem uma interceptação, embora os Jaguars tenham perdido este jogo.
Lawrence venceu seu primeiro jogo na NFL na semana 6 contra o Miami Dolphins, quando lançou para 319 jardas e um touchdown. Essa derrota encerrou uma sequência de vinte derrotas seguidas dos Jaguars desde 2020. Após uma derrota por 31 a 7 para o Seattle Seahawks, Lawrence conseguiu levar seu time a vitória contra o Buffalo Bills, de forma inesperada. Contudo, na sequência em novembro e dezembro, Lawrence lançou apenas dois touchdowns em nove jogos, sofrendo oito interceptações neste período. Essa sequência de oito derrotas garantiu que Jacksonville tivesse a pior campanha da NFL em 2021. Mesmo, Lawrence teve um dos seus melhores jogos no seu ano de calouro na última partida, na semana 18, completando 23 de 32 passes para 223 jardas e dois touchdowns na vitória, por 26 a 11, contra o rival Indianapolis Colts. Lawrence terminou o ano com apenas três vitórias e liderou a liga em interceptações (com 17, no total), mas foi também o segundo novato com mais jardas aéreas lançadas (atrás de Mac Jones, que teve 3 641 jardas) e o segundo jogador com mais fumbles perdidos. Sua primeira temporada na liga foi caracterizada como "decepcionante", mesmo levando em conta um elenco fraco ao seu redor e ainda o fato dele jogar por uma franquia considerada "disfuncional" da NFL.
Na temporada de 2023 da NFL, a performance de Trevor e dos Jaguars foi abaixo do esperado. O início do ano foi bom, com seis vitórias e duas derrotas antes da semana de folga, com apenas quatro interceptações e nove passes para touchdown. No entanto, na segunda metade da temporada, ele encontrou dificuldades para se ajustar à velocidade e complexidade das defesas da NFL, resultando em mais turnovers e jogos inconsistentes em algumas ocasiões. Nas últimas nove partidas, foram dez interceptações, quatro fumbles perdidos e doze touchdowns. Mais tarde, foi relatado que ele teve que lidar com quatro lesões no ano. O time acabou perdendo cinco dos últimos seis jogos e não se classificou para os playoffs.
Em 14 de junho de 2024, Lawrence assinou uma extensão contratual com os Jaguars de cinco anos, valendo US$ 275 milhões de dólares, incluindo US$ 142 milhões garantidos, fazendo dele um dos jogadores mais bem pagos da NFL até então.
Na temporada de 2024, Travor teria o pior ano de sua carreira até o momento desde seu ano de novato. Os Jaguars começaram perdendo os quatro primeiros jogos e Lawrence sofreu sua nona derrota consecutiva como titular, até que na semana seguinte ele lançou para 371 jardas e dois touchdowns contra os Colts na vitória por 37 a 34, sendo que a partida aconteceu no seu aniversário de 25 anos. Em 3 de novembro, numa derrota na semana 9 contra o Philadelphia Eagles, Lawrence sofreu uma lesão no ombro esquerdo que mais tarde foi identificada como uma entorse significativa na articulação acromioclavicular; ele foi declarado inativo pelos Jaguars após dois jogos. Após a semana de folga, Lawerence retornou à escalação em 1 de dezembro contra os Texans. Ele deixou o jogo no segundo quarto com uma concussão após um golpe violento de Azeez Al-Shaair durante um slide, dando início a uma briga na lateral do campo. Em 4 de dezembro, Lawrence foi colocado na reserva de machucados (injured reserve).

### Estatísticas
| Ano      | Time     | Jogos   | Passando | Passando | Passando | Passando | Passando | Passando | Passando | Passando | Correndo | Correndo | Correndo | Correndo | Sacks | Sacks  | Fumbles | Fumbles  |
| Ano      | Time     | Titular | Comp     | Ten      | Pct      | Jardas   | Média    | TD       | Int      | Rating   | Ten      | Jardas   | Média    | TD       | Sck   | Jardas | Fum     | Perdidos |
| -------- | -------- | ------- | -------- | -------- | -------- | -------- | -------- | -------- | -------- | -------- | -------- | -------- | -------- | -------- | ----- | ------ | ------- | -------- |
| 2021     | JAX      | 17      | 359      | 602      | 59,6%    | 3 641    | 6,0      | 12       | 17       | 71,9     | 73       | 334      | 4,3      | 2        | 32    | 238    | 9       | 5        |
| 2022     | JAX      | 17      | 387      | 584      | 66,3%    | 4 113    | 7,0      | 25       | 8        | 95,2     | 62       | 291      | 4,7      | 5        | 27    | 184    | 12      | 9        |
| 2023     | JAX      | 16      | 370      | 564      | 65,6%    | 4 016    | 7,1      | 21       | 14       | 88,5     | 70       | 339      | 4,8      | 4        | 35    | 224    | 12      | 7        |
| 2024     | JAX      | 10      | 172      | 284      | 60,6%    | 2 045    | 7,2      | 11       | 7        | 85,2     | 26       | 119      | 4,6      | 3        | 18    | 140    | 3       | 1        |
| Carreira | Carreira | 60      | 1 288    | 2 034    | 63,3%    | 13 815   | 6,8      | 69       | 46       | 85,0     | 231      | 1 083    | 4,7      | 14       | 112   | 786    | 36      | 22       |